# جيسي روث
جيسي روث (بالإنجليزية: Jesse Roth)‏ هو طبيب أمريكي، ولد في 5 أغسطس 1934 في نيويورك في الولايات المتحدة.